# فرشته خیابانی
فرشتهٔ خیابانی (انگلیسی: Street Angel) فیلمی در ژانر درام به کارگردانی فرانک بورزیگی است که در سال ۱۹۲۸ منتشر شد. از بازیگران آن می‌توان به جنت گینور، چارلز فارل، و هنری آرمتا اشاره کرد.